# Eddie Matos
Eddie Matos (nacido Eduardo Matos el 18 de julio de 1972) es un actor puertorriqueño conocido por su papel como Ricky Garza en la serie de televisión de ABC Port Charles.

## Biografía
Matos nació en San Juan, Puerto Rico. Se graduó de secundaria en North Hunterdon High School en Nueva Jersey en junio de 1990, y vivió en Miami antes de mudarse a Los Ángeles para seguir su carrera en la actuación.

## Carrera
Después de algunas apariciones en series de televisión como Clueless, All About Us y The Bold and the Beautiful, Matos consiguió el papel que cambió su carrera, Ricky Garza de Port Charles, una soap opera de ABC donde permaneció hasta su cancelación en el 2003. Posteriormente, fue a unirse a General Hospital, donde obtuvo un personaje recurrente desde 2006 hasta 2007, llamado Pedro Márquez, y a su salida del programa, actuó en la producción de Cane. Actualmente, también forma parte de la banda 23 Link Chanel.

## Filmografía
- Clueless (Tyler – 1999) acreditado como Thomas Caron
- The Bold and the Beautiful (Charlie Espinada – 2001)
- Wanderlust (Drowned Sailor – 2001)
- All About Us (Steven Castelli – 2001)
- Port Charles (Ricky Garza – 2001–2003)
- Tru Calling (Charlie – 2004)
- Charmed (Paramedic Garcia – 2004)
- Women in Law (James – 2006)
- In Justice (Cruz Salgado – 2006)
- Pepper Dennis (Marcus – 2006)
- General Hospital (Pete Marquez – 2006–2007)
- Cane (Henry Duque – 2007–2008)